# Angyalszív (film)
Az Angyalszív (Angel Heart) 1987-ben bemutatott színes, amerikai–angol–kanadai misztikus thriller. Alan Parker alkotása William Hjortsberg Falling Angel című, 1978-ban megjelent regénye alapján készült, amely az Egyesült Államokban sem tartozik a legismertebb irodalmi művek közé, ezért a rendező bátrabban hajthatott végre rajta változtatásokat. A forgatás 1986. március 31-én kezdődött, és ugyanazon esztendő augusztusában ért véget. A film vegyes kritikákat kapott, és eleinte a közönség körében sem volt túl sikeres. A bemutató óta eltelt évek folyamán azonban kultuszfilmmé vált, elsősorban nyomasztó hangulata, a különböző műfajok stíluselemeinek bravúros vegyítése, a kitűnő operatőri munka és a hatásos kísérőzene miatt.

## A cselekmény

Harry Angel (Mickey Rourke)

Az 1950-es évek első felében járunk, New Yorkban. Harry Angel magándetektívet egy titokzatos ügyfél, Mr. Louis Cyphre azzal bízza meg, hogy kutassa fel az 1943-ban eltűnt egykori slágerénekest, Johnny Favorite-et. Mr. Cyphre szerint ő és Johnny valaha régen egy szerződést kötöttek, melynek záradéka az énekes halálakor lép érvénybe, ezért tudni szeretné, hogy mi van Favorite-tel. Angel elfogadja a sima ügynek látszó megbízást, és először abba az elmegyógyintézetbe megy, ahol Johnnyt a háború alatt ápolták. Az intézmény nyilvántartása szerint az énekest 1943 decemberében elszállították. Kezelőlapját Fowler doktor írta alá. Angel elmegy az idős orvos lakására, melyet a tulajdonos távollétében átkutat. A hűtőszekrény tartalma elárulja, hogy Fowler ópiumon él. A hamarosan hazaérkező doktor alig emlékszik valamire Favorite-tel kapcsolatban. Szerinte a beteget annak idején egy közkórházba szállították át, mivel gyorsan gyógyult, bár akut amnéziája tartósnak tűnt. Angel ágyba fekteti a kimerült idős férfit, rázárja az ajtót, és eltávozik egy kis időre. Visszatérése után holtan találja Fowlert, akit brutálisan meggyilkoltak. Hogy ne keveredjen gyanúba, Angel eltünteti ottjártának bizonyítékait.
Másnap beszámol Cyphre-nek addigi nyomozása eredményeiről. Nem akarja folytatni a munkát, hiszen Fowler megölése miatt belekeveredett egy gyilkosságba. Cyphre azonban 125 dollárról ötezer dollárrra emeli a tiszteletdíját. Johnny Favorite-ről Angel egyik barátnője, a Timesnál dolgozó szőkeség szállítja az újabb információkat. Johnny valaha jóban volt egy Toots Sweet nevű néger gitárossal, és eljegyezte egy gazdag férfi lányát, a boszorkány hírében álló Margaret Krusemarkot. Rajta kívül azonban a férfinak volt még egy szerelme, akit Evangeline-nak hívtak. A színes bőrű nőnek egy mágiával foglalkozó üzlete volt. Angel elindul az újabb nyomokon. Margaret Krusemark New Orleansban él, és még mindig jóslással foglalkozik. Angel felkeresi őt, mintha egy ügyfél lenne. Amikor Margaret felveszi a férfi adatait a jósláshoz, Angel Favorite születési adatait adja meg. Margaret meg is jegyzi, hogy ez micsoda véletlen, hiszen egy régi ismerőse is ugyanazon a napon született. Amikor azonban Angel Johnnyra tereli a szót, Margaret elküldi. A magánnyomozó ezután Evangeline-t próbálja felkutatni, és elmegy a boltjába, hogy az új tulajdonostól próbáljon megtudni néhány adatot róla. Végül egy temetőben találja meg Evangeline-t, akinek a sírját éppen lánya és unokája keresik fel. A lány, Epiphany nem ismeri se Johnnyt, se Toots Sweetet.
Este Angel elmegy egy kicsiny klubba, hogy meghallgassa Toots Sweet játékát. Szünetben beszélgetni kezdenek, ám a gitáros ideges lesz, mikor Johnnyra terelődik a szó. Angelt azonban nem könnyű lerázni, aminek az lesz a vége, hogy a magánnyomozót kidobják a klubból. A férfi a kocsijában megvárja a gitárost, és követni kezdi a sötétben. A tengerparti fák közül egy furcsa, misztikus vudu szertartás szemtanúja lesz, melynek a tizenéves Epiphany a fő attrakciója. A lány az eksztázis tetőpontján élő csirkét áldoz fel. Angel következő útja Toots Sweet otthonához vezet: a lépcsőházban támad rá a korosodó gitárosra. Toots Sweet egy borotvával védekezik, amivel megsebzi Angelt a kézfején. A magánnyomozó azonban lefegyverzi, de semmi lényegeset nem tud meg tőle, ezért megadja neki a számát, hogy hívja fel, ha valami eszébe jut Johnnyval kapcsolatban. Angel másnap arra ébred, hogy bérelt lakását éppen két nyomozó kutatja át. Toots Sweetet ugyanis az éjszaka brutálisan meggyilkolták, férfiasságát levágták, és a szájába gyömöszölték. Miután a kezében ott volt Angel telefonszáma egy cetlin, a nyomozók útja ide vezetett. Felszólítják a férfit, hogy ne hagyja el a várost. Angel később úgy dönt, ismét felkeresi Margaret Krusemarkot a lakásán. Elkésett: a nő is halott, valaki kivágta a szívét, amit a holttest mellett hagyott.
Angel újra találkozik Epiphanyval. A lány elmondja, hogy Johnny valójában az apja, de a férfi sosem tért vissza a háborúból. A magánnyomozó később Louis Cyphre-rel találkozik egy templomban. Cyphre nem ad magyarázatot arra, hogy a véres fordulatok ellenére miért ragaszkodik ennyire Johnny megtalálásához, csupán annyit mond, hogy becsület dolgában ő régimódi. Angelt a szállásán Epiphany várja. Johnnyról beszélgetnek. Epiphany szerint az anyja egyszer azt mondta a slágerénekesről, hogy senki nem járt olyan közel az eredendő gonoszsághoz, mint ő, viszont jó volt vele az ágyban. Egyébként Epiphany nem tudja, hogy az ő gyermekének ki az apja, eksztázisban volt, mikor megesett a dolog, de nagyon jó volt. Angel és Epiphany beszélgetése heves szeretkezésbe torkollik. A kint tomboló viharban a szegényes szoba beázik, és a vízcseppek monoton kopogása hallatszik az ócska fémlavórban. A vízcseppek váratlanul vércseppekké változnak át, miközben Angel szemei előtt régi, visszatérő emlékképek villannak fel, s önkívületi állapotban fojtogatni kezdi Epiphanyt. Később újra megjelennek a nyomozók. Toots Sweet halála senkit nem izgat különösebben, Margaret Krusemark azonban más eset, hiszen apja befolyásos ember. Angel tagadja, hogy Margaretnek bármiféle szerepe lett volna abban az eltűnési ügyben, amelyben nyomoz.

Louis Cyphre (Robert De Niro)

A magánnyomozó találkozik Margaret apjával, Ethan Krusemarkkal. A férfi szerint Johnny már nem él. Annak idején ő és Margaret hozták ki az amnéziás énekest az elmegyógyintézetből, majd kitették a Times Square-en. Ethan azt állítja, hogy a lánya érdekében cselekedett így, hogy Johnny ne vigye Margaretet a rosszba. Johnnynak nagy hatalma volt, szerződést kötött az ördöggel, hogy lelkéért cserébe sztár legyen belőle. Az énekes azonban túl akart járni a Sátán eszén. A Times Square nyüzsgésében kiválasztottak egy ismeretlen katonát, akit feláldoztak: Johnny megette a férfi szívét, hogy elvegye a lelkét, és a katona nevén új életet kezdjen. Az eredeti dögcédulát Margaret őrizte meg. Angel teljesen magán kívül lesz a képtelen történet hallatán. A mosdóba megy, hogy összeszedje magát. Mire rendbejön, Ethan már halott, valaki a szomszéd helyiségben egy hatalmas, fortyogó üstbe nyomta a fejét. A magánnyomozó újra elmegy Margaret lakására, hogy megtalálja a dögcédulát. Sikerrel jár, ugyanakkor legsötétebb félelmei válnak valóra. A fémlapon ugyanis az ő neve olvasható. Ordítva döbben rá arra, hogy valójában mit is jelentenek az eddig történtek. A székben üldögélő Louis Cyphre alias Lucifer elégedett mosollyal figyeli a látványt. Valamennyi gyilkosságot Angel követte el öntudatlan állapotban, persze a kezét Louis Cyphre irányította. Angel kétségbeesetten rohan vissza a szállására. A kör azonban bezárult: az ágyon Epiphany fekszik holtan, nyakában Angel dögcédulájával. A nyomozó már a helyszínen van. „Ezért égni fog, Angel” – mondja a magándetektívnek. „Tudom. A pokolban” – hangzik a válasz.

## Így készült a film

### A forgatókönyv

Vudu szertartás (középen: Lisa Bonet)

Alan Parker nem sokkal a megjelenés után olvasta William Hjortsberg Falling Angel című regényét. Tetszett neki, hogy nem szimpla detektívtörténetről van szó, hanem egy fausti históriáról, okkultista felhangokkal. Bármilyen vonzóan is hangzott azonban ez a párosítás, a döntő érv a megfilmesítés mellett az volt, hogy Parker nagyon szeretett volna már egy thrillert rendezni. Roman Polański Kínai negyed (1974) című alkotásának példája lebegett a szeme előtt, és a lengyel rendezőhöz hasonlóan a bűnügyi történetet ő is a film noir stílusában akarta előadni. A jogokat azonban nem sikerült rögtön megszereznie, ezért csak 1985-ben láthatott hozzá a forgatókönyv megírásához. Első lépésként a címet változtatta meg, mivel úgy találta, hogy a Falling Angel túlságosan elcsépelt cím a filmvilágban, és egészen másfajta filmet sejtet, mint amilyet ő akart készíteni. A címváltoztatással azt is jelezni kívánta, hogy nem szimpla adaptációról van szó, hanem az eredeti történet egyfajta újragondolásáról. Ennek jegyében a cselekmény egy részét New Yorkból New Orleansba helyezte át, mivel a történet fontos eleme a vudu, aminek New Orleans az egyik amerikai központja. A regény 1959-ben játszódik. Parker szerint ez az évszám inkább a nagy változásokat hozó 1960-as évekhez áll közelebb, ő viszont a történetet az 1940-es évekhez, a háborús időszakhoz akarta közelíteni, ezért 1955-re módosította a történések időpontját. Kiterjedt kutatásokat folytatott a korral kapcsolatban, és e kutatások eredményeként például új figurával is gazdagította a sztorit: John tiszteletes Parker teremtménye, a figurát a rendező több vallási vezető jellegzetes tulajdonságainak kombinálásával alkotta meg. Hjortsbergnek semmilyen kifogása nem volt Parker változtatásaival szemben.

### A szereposztás

#### Mickey Rourke és Robert De Niro
Hollywoodi film esetében ritkaság, hogy a mű az eredetileg elképzelt szereposztás szerint valósul meg. Az Angyalszív sem jelent kivételt. Harry Angel eljátszására például felmerült Al Pacino, Jack Nicholson és Robert De Niro neve, míg végül Parker Mickey Rourke mellett döntött. Nagyon hamar megkedvelték egymást. Parker különösen nagyra értékelte, hogy Rourke nyitott volt az improvizációra, és rengeteg saját ötlettel állt elő. A rendező mindig is szívesebben dolgozott amerikai színészekkel, mint angolokkal, mert megítélése szerint az amerikai művészek számára nem okoz különösebb gondot, ha egy-egy jelenetet próba nélkül vesznek fel. Rourke tökéletesen alkalmazkodott a rendezői módszerekhez, és olyan átéléssel játszotta a szerepét, hogy még a forgatási szünetekben sem esett ki belőle. Ugyanakkor nagy kritikusa volt saját játékának, és határozottan megtiltotta, hogy Parker esetleg olyan jelenetet használjon fel a végső változatban, ami szerinte nem jól sikerült. Míg Rourke azonnal igent mondott a főszerepre, Robert De Nirót fél évig kellett győzködni, hogy eljátssza Louis Cyphre-t. A szerepre egyébként a kezdeti stádiumban felmerült Marlon Brando neve is, ő viszont az 1980-as években minden felkérést visszautasított. Ami az improvizálást illeti, abban De Niro is nagyon otthon volt, melynek köszönhetően Parker már-már saját módszere csapdájába esett. Angel és Louis Cyphre első találkozásának jelenetét ugyanis a két színész szinte teljesen „átírta”: felvétel közben rendre eltértek a forgatókönyvtől, majd váratlanul visszatértek hozzá, amivel nehéz perceket okoztak a rendezőnek. Parker mégsem avatkozott közbe, mert megérezte, hogy Rourke és De Niro között tulajdonképpen jó értelemben vett vetélkedés zajlik, túl akarják szárnyalni egymást. Szerinte De Niro jelenléte, improvizatív ötletei Rourke alakításának és az egész produkciónak nagyon jót tettek, s a film legjobb jelenetei azok, melyekben a két főszereplő látható. A figurák megformálásához mindkét színész számára fogódzót jelentettek a filmben használt tárgyak, melyek egy részét saját maguk választották. A film elején például, amikor Angel telefonhívást kap, kihúzza a fiókját, ami tele van különféle tárgyakkal: ezek javát Rourke hozta a forgatásra. De Niro maga választotta Louis Cyphre sétapálcáit egy párizsi üzletben, és mindig ügyelt arra is, hogy szerepének megfelelően mennyire legyenek hosszúak a körmei. (A figurának ugyanis mindegyik jelenetében egyre nagyobbak a körmei.) Átélés szempontjából De Niro volt nehezebb helyzetben, mivel kevés jelenete volt, azokat viszont a forgatási ütemterv miatt viszonylag nagy szünetekkel vették fel, míg Rourke gyakorlatilag mindennap forgatott, így számára az átlényegülés kevesebb problémát okozott.

#### A többi szereplő
Margaret Krusemark szerepére Parker olyan színésznőt akart, aki egyszerre szép, titokzatos és elegáns. Charlotte Rampling mindhárom kritériumnak tökéletesen megfelelt, és francianyelv-ismerete is jól jött az egyik jelenetben. Mickey Rourke sosem válogatta meg a szavait, amikor partnernőiről kellett nyilatkoznia a sajtónak, Charlotte-ról azonban kizárólag elismerő szavakat mondott. Megkedvelte másik partnernőjét, a fiatal Lisa Bonet színésznőt is, aki tulajdonképpen még pályakezdőnek számított, noha a The Cosby Show adásainak köszönhetően nem volt teljesen ismeretlen. Parker azért őt választotta, mert a fiatal lány egyrészt még nem számított „elhasznált arc”-nak a filmvilágban, másrészt a főszereplőkhöz hasonlóan meglehetősen nyitott személyiség volt, s a kényes jelenetek miatt erre a nyitottságra és oldottságra nagy szükség volt. Ethan Krusemark szerepét Stocker Fontelieu kapta. A színész civilben póthajat viselt, Parker azonban megkérte, hogy a felvételek idejére vegye le. A kisebb szerepekre a rendező helyi színészeket, nem egy esetben kifejezetten amatőröket választott. Nagy hangsúlyt fektetett ugyanis a hitelességre, és az volt a véleménye, hogy sokkal autentikusabb lesz az egész film, ha a kisebb szerepekben ismeretlen, de a helyszín miliőjét közvetítő arcok láthatók a mozivásznon. Izzy feleségének szerepére Shirley Stolert szerződtették, akinek csupán egyetlen jelenete lett volna, abban viszont be kellett mennie az Atlanti-óceán hideg vizébe. A hullámok egyike elsodorta a színésznőt, aki olyan rossz állapotban került partra, hogy Parker visszaemlékezései szerint orvosi segítségre volt szüksége. Stoler megtagadta, hogy újra bemenjen a vízbe, ezért a szerepet végül Judith Drake játszotta el, amikor azonban Izzy felesége a jelenet végén Johnny Favorite egyik híres dalát kezdi énekelni, Stoler hangja hallható. Egyébként Drake sem úszta meg szárazon: egy nagy hullám őt is elsodorta. Toots Sweet szerepének eljátszására olyan hírességek neve is felmerült, mint Dizzie Gillespie és John Lee Hooker.

### A képi világ
Az Angyalszív egyik nagy erénye a lenyűgöző képi világ, Michael Seresin operatőr munkája. Parker a film noir stílusát akarta felidézni, ám forgalmazási okokból túl kockázatos lett volna fekete-fehérben forgatni. A kívánt hatást ezért azzal érték el, hogy számos jelenetben fekete-fehér szűrőt tettek a kamera elé, amitől az egész film sejtelmes, hátborzongató hangulatú lett. Coney Islanden, szűkített perspektívával vették fel azt a tengerparti jelenetet, melyben Angel meglátogatja Izzyt és annak feleségét, hogy Margarete Krusemarkról érdeklődjön. Amikor Harry a székben ülő Izzyvel beszélget, elülső megvilágítást használtak, noha a felvétel időpontjában, késő délután már hátsó világítással szokás forgatni. Ettől a jelenet különös hatású lett, bár fennállt a kockázata annak, hogy a rendhagyó megvilágítás miatt nem fog sikerülni. New Orleanst Parker másképp szerette volna ábrázolni, mint ahogy az amerikai képeslapokon látható, ugyanakkor természetesen azt akarta, hogy a város és az 1950-es évek hangulata érződjön a jelenetekben. Mivel egy New Orleans-i utcasarkon vették fel a New York-i Times Square-n játszódó képsorokat is, nagyon fontos volt, hogy a néző ebben a jelenetben ne ismerjen rá a forgatási helyszínre, ezért nagyon keveset mutattak magából a környékből. A jelenetbe olyan képkockákat vágtak be, melyek egy kivilágított ablakot mutatnak egy házfalon, és ezt a képsort viszont valóban New Yorkban rögzítették.

### A filmzene
A filmnek tulajdonképpen háromféle kísérőzenéje van. Az egyik az 1940-es éveket idézi, Johnny Favorite slágereinek világát. A fő motívum Johnny egyik slágere, a Girl of My Dreams, amely különböző formában többször visszatér a cselekmény folyamán. Amikor például Angel ellátogat az elmegyógyintézetbe, hogy Johnny nyomára akadjon, a kocsiban ezt a dallamot fütyüli. (Rourke állítólag 3 nap alatt tanulta meg elfütyülni a melódiát.) Később Izzy felesége énekli a dalt, majd a melódia az egyik jelenetben felcsendül zongorán is. Epiphany a fürdőkádban szintén ezt a dalt énekli, ami egyébként az apja kedvence volt. Margarete lakásán Louis Cyphre is a Girl of My Dreamst játssza le lemezről Angelnek, hogy a férfi tényleg szembenézzen a múltjával. Az eredeti dalt Sunny Clapp írta 1927-ben, és Kenny Sargent énekével vették fel. Az előadót Glen Gray és a Casa Loma Orchestra kísérte. Az eredeti 78-as fordulatszámot a film kedvéért 83-ra gyorsították fel, hogy a rendező elképzeléseinek megfelelően szóljon az ének. A filmzene másik vonulatát az 1950-es évekre jellemző New Orleans-i blues muzsika jelenti, míg a harmadik stílust a Trevor Jones által komponált félelmetes aláfestő zene képviseli. A főcím alatti szaxofonszólót Courtney Pine játssza. Pine a komponáláshoz megnézte az egész filmet, és a Girl of My Dreams dallamára improvizált. Anthony Evans nevéhez fűződik az a gospel, mely akkor hallható a filmben, amikor John tiszteletes egy körmenettel vonul végig a harlemi utcán, miközben Angel a misszió épületét kutatja át. Evans a gospel nagy szakértőjének számított, mellesleg fiatal srácként már dolgozott együtt Parkerrel a Hírnév (1980) című filmben.

### A forgatásról
A New York-i Lower East Side-on vették fel a főcím alatti képsort, amely az éjszaka sötétjében játszódik. Parker egyrészt már ezzel a bevezetéssel is a film hangulatát akarta megteremteni, másrészt éreztetni akarta Louis Cyphre jelenlétét. Az utcán végigsétáló sötét figura ugyanis Louis Cyphre, ám itt nem Robert De Niro játszotta, hanem egy dublőr. A főcímet követő képsort szintén a Lower East Side-on rögzítették. A jelenet télen játszódik, tehát hóra lett volna szükség. A forgatás idején ugyan havazott, ám a hó nem maradt meg, ezért a stáb végül műhót használt. A harlemi jelenetet valóban Harlemben vették fel, aminek elég rossz híre van a filmesek körében is, Parker szerint viszont az Angyalszív stábja számára semmilyen problémát nem okozott a helyszín. A Kingdom misszió épülete valójában egy üres ház volt, ami régen talán a szabadkőműveseké lehetett. A későbbi eseményekre utal az egyik helyiségben a véres fal, melyről éppen egy nő mossa le a vért. Parker a filmben több ilyen képi utalást is elhelyezett, amelyekkel későbbi vagy éppen korábbi eseményekre kívánt előre- vagy visszautalni. New York állam északi részén vették fel, amikor Angel az elmegyógyintézet felé autózik. Az ekkor látható hó azonban valódi volt. Dr. Fowler háza egy Staten Island-i épület volt, melynek tulajdonosa, egy idős hölgy, nem sokkal a forgatás előtt hunyt el. A filmesek szinte semmit nem változtattak a berendezésen. Angel ebben a jelenetben egy zseblámpa fényénél kutatja át a házat, és Parker szerint ezt a jól sikerült képsort plagizálta később David Fincher a Hetedik (1995) című filmben. Miután Angel távozik Fowlertől, a sötétben bemegy egy templomba. Egy hang a sötétben a nevét suttogja. Ez a hang valójában Parkeré volt, és utólag keverték a film hangsávjába. Mickey Rourke ötlete volt, hogy Angel a halott Fowler cipőtalpán gyújtsa meg a gyufáját.
A Lower East Side egyik étterme volt a helyszíne Angel és Louis Cyphre második találkozásának. A valóságban Parker és De Niro ebben az étteremben találkoztak először, hogy a filmről beszélgessenek. Ebben a jelenetben Louis Cyphre gondosan feltör és elfogyaszt egy tojást, miközben arról beszél Angelnek, hogy a tojás a lélek szimbóluma. De Niro ekkor nem improvizált, hanem előre megtervezte, hogy milyen mozdulatokkal töri fel a tojást. A jelenet egyébként nem szerepelt az eredeti regényben, Parker máshol olvasott a tojás és a lélek állítólagos kapcsolatáról, és megtetszett neki ez a gondolattársítás. Több nap alatt, több helyszínen, több apró részletben vették fel azt a képsort, amelyben a Kingdom missziót átkutató Angel elmenekül támadói elől, ám a vágásnak köszönhetően a jelenet folyamatossága megmaradt. Ezt követően Angel magnószalagra mondja az addig történteket. Ezt a jelenetet pótlólag vették fel, mivel Parker úgy ítélte meg, hogy a történet szálai addigra már kezdtek összekuszálódni, és valamilyen formában szükségessé vált, hogy a nézők számára összefoglalják a lényeget, hogy mi történt, mit tudott meg Angel. Margaret Krusemark háza New Orleans régi negyedében volt. Amikor Angel először elmegy a nőhöz, szakad az eső. New Orleansban gyakran esik, de épp a forgatás idején nem esett, ezért esőgépet kellett használni. Parker nem igazán szereti az esőgépet, mert ahhoz, hogy filmen is jól látható legyen az eső, valóságos özönvizet kell csinálni. Angel február 14-ét adja meg Margarete-nek születése napjául. Ez a dátum egyben a Valentin-nap is, ám nem rejtett utalásként került a filmbe, hanem azért, mert Parkernek is akkor van a születésnapja.
Mammy Carter növényboltját kifejezetten a forgatás számára építették, a helybeliek viszont valódi üzletnek gondolták, és olykor betértek vásárolni. Louisianában, egy Tibido nevű helyen vették fel azt a jelenetet, melyben Angel először találkozik Epiphanyval. Itt tudjuk meg, hogy Angel fél a csirkéktől, amiből egyes kritikusok azt a következtetést vonták le, hogy valójában Parker az, aki fél a szárnyasoktól. A rendező szerint ebben a feltevésben van is némi igazság. A tengerparti vudujelenetet Louis Falco koreografálta, aki a Hírnévben már dolgozott a rendezővel. A résztvevők többsége New York-i táncos volt. Maga a felvétel nem volt könnyű, hiszen a hitelesség miatt élő csirkékkel kellett dolgozni, ám az állatoknak természetesen eszük ágában sem volt az előre megtervezett koreográfia szerint viselkedni. A levágott csirke azonban már műállat volt, amelyből egy speciális csövön keresztül folyt ki a „vér”. Igazi volt viszont az a szív, melyet Angel talál a halott Margarete mellett: a szervet állítólag a helyi kutatókórházból kapták kölcsön. Meglehetősen valóságosra sikerült az a jelenet, amelyben Angelre rátámadnak Ethan Krusemark kutyás emberei. Mickey Rourke ugyanis a valóságban is fél a kutyáktól, úgyhogy a riadalmat nem kellett különösebben megjátszania. Angel és Cyphre egyik találkozásának egy templom a helyszíne. Parker szerint nem könnyű forgatási engedélyt szerezni egy templomba, ezért egy üres épületet választott, melynek csodálatos rózsaablakai megtetszettek neki. A berendezést a stáb hozta magával.

Lucifer szeme sárgán világít (Robert De Niro)

A szerelmi jelenetet eredeti helyszínen vették fel, nem stúdióban. A színészeken kívül mindössze 4-en voltak jelen, akikre mindenképpen szükség volt a felvételhez. Az amerikai cenzúra megrövidítette ezt a képsort, főleg azt a részt, amikor vér kezd ömleni a szeretkező párra. Parker beleegyezett a vágásokba, mivel a kivágott képkockákon javarészt úgyis csak Mickey Rourke csupasz hátsója volt látható, a rövidítéseknek köszönhetően azonban a film elkerülte a rettegett „X” kategóriát. Amikor Angelt az istállóban látjuk, tényleg egy igazi ló esik rá, ám ebben a jelenetben a kutya viszont nem valódi. A lóversenypályát, ahol Angel és Ethan Krusemark találkoznak, a stáb építette. Harry és Louis Cyphre utolsó jelenetét többször is felvették, és a végső változathoz nem a legelső felvételt használták fel. Ebben a jelenetben Lucifer szeme sárgán világít. Ezt kontaktlencse használatával oldották meg, a forgatás korabeli filmes technikája ugyanis más megoldást nem tett lehetővé. De Niro hosszú haja azonban igazi volt.

### Szimbólumok
A film számos visszatérő szimbólumot használ, sőt a nevek egy része is szimbólum. A két legfeltűnőbb tárgyi szimbólum a ventilátor és a lift. A ventilátor mindig a halálra utal. E szimbólum ötlete a forgatókönyv írásának időszakából származik. Parker egy ízben elment egy New Orleans-i bárba, figyelte a vendégek beszélgetését, és közben írt. A nagy hőség miatt sok volt a ventilátor, és Parkernek egy idő után úgy tűnt, mintha nem is a lapátkerekek, hanem éles pengék hasítanák a levegőt. A lift a Pokolba való alászállást szimbolizálja. A történet főbb szereplői „beszélő nevet” viselnek. Harry Angel vezetékneve ’angyal’-t jelent. Az eredeti regényben sokkal egyértelműbb Angel és Lucifer kapcsolata (azonossága), hiszen erre már a könyv címe is utal: Falling Angel, azaz ’bukott angyal’. Lucifer volt Isten kedvenc angyala, amire a slágerénekes neve utal: Johnny Favorite (favorite = kedvenc). A Louis Cyphre név a Lucifer variációja, ugyanakkor a vezetéknév (Cyphre) a hasonló hangzású „cipher” szó jelentéseit is sugallja: számjegy, titkosírás, jelentéktelen ember. Evangeline Proudfootról a filmben azt mondják, hogy Henry Wadsworth Longfellow Evangeline című verse nyomán nevezték el. A vers egy Evangeline nevű lányról szól, aki az igaz szerelmet keresi, a filmben viszont az hangzik el Evangeline-ról, hogy reménytelenül várta vissza a szerelmét. Epiphany Proudfoot (Epiphany = Vízkereszt) jelenti a rejtély kulcsát, általa döbben rá Angel a valódi személyazonosságára.

## Érdekességek
- A véletlen úgy hozta, hogy a vudujelenet csapójának száma 666 volt, a Sátán száma.
- Szophoklész Oidipusz király című antik tragédiájából származik az az idézet, melyet a film végén Louis Cyphre mond Angelnek: „Mily rettenetes a tudás. ha nincs hasznára a birtokosának.”

## Bakik
- A brooklyni jelenetben az 1980-as évekből származó gépkocsik is láthatók, noha a történet 3 évtizeddel korábban játszódik.
- Amikor Angel elmegy a klinikára, a táskájában egy Smith & Wesson 38-as önvédelmi fegyver van. Ez a típus 1957 előtt nem létezett, a cselekmény viszont két évvel korábban játszódik.
- Az egyik jelenetben Angel egy magnófelvételt készít, melyen 1955. január 3-át adja meg dátumnak. Nem sokkal később azonban a The Mickey Mouse Club című tévéműsor olyan adásából idéz, amely 1955. október 3-a előtt nem volt látható.
- A film 1955-ben játszódik, ám az egyik New Orleans-i jelenetben az 1980-as évekből származó közlekedési lámpa látható.
- Az egyik jelenetben Angel egy nyilvános állomás nyomógombos telefonjáról hív egy hétjegyű számot, erre azonban az 1950-es években nem volt lehetőség.
- Amikor Angel felfedezi Margaret Krusemark holttestét, látható, hogy a színésznő nyakán lüktet az egyik ér.
- Az egyik jelenetben Angel félig tölti Epiphany poharát, a következő snittben viszont a lány pohara tele van.

## Magyar kritikai visszhang
„A magyar mozikat elöntő hollywoodi tucatáruban, a minden rosszat alulmúló szennyáradatban ez a film maga a minőség, az ízlés, a szakmai tökéletesség. Tarkovszkijért mondjuk, szívesebben lelkesednék, de hát most nem az ő korát éljük. Most azt a kort éljük, amelyben Schwarzenegger a legvonzóbb sztár és a sokadik cápakiadás a »színvonal«. Ehhez képest az Angyalszív igényességével, szívbemarkoló szakmai tökéletességével maga a megváltó KVALITÁS.”

(Hegyi Gyula kritikája. In: Filmvilág 1989/10, 62. oldal)

## Főszereplők
| Karakter                   | Színész             | Magyar hang (1989) |
| -------------------------- | ------------------- | ------------------ |
| Harry Angel                | Mickey Rourke       | Rátóti Zoltán      |
| Louis Cyphre               | Robert De Niro      | Reviczky Gábor     |
| Epiphany Proudfoot         | Lisa Bonet          | Hegyi Barbara      |
| Margaret Krusemark         | Charlotte Rampling  | Bencze Ilona       |
| Ethan Krusemark            | Stocker Fontelieu   | Kun Vilmos         |
| Toots Sweet                | Brownie McGhee      | Csurka László      |
| Dr. Albert Fowler          | Michael Higgins     | Benkő Gyula        |
| Connie                     | Elizabeth Whitcraft |                    |
| Sterne nyomozó             | Eliott Keener       | Balázs Péter       |
| Spider Simpson, bandavezér | Charles Gordone     |                    |
| Herman Winesap             | Dann Florek         | Fülöp Zsigmond     |
| Nővér                      | Kathleen Wilhoite   | Vándor Éva         |
| Izzy                       | George Buck         | Izsóf Vilmos       |
| Izzy felesége              | Judith Drake        | Mányai Zsuzsa      |
| John lelkész               | Gerald Orange       | Horkai János       |
| Mammy Carter, fűszerboltos | Peggy Severe        |                    |
| Deimos nyomozó             | Pruitt Taylor Vince | Beregi Péter       |
| Baptista prédikátor        | Dave Petitjean      |                    |
| Vudus zenész               | Roselyn Lionheart   |                    |

## Fontosabb díjak és jelölések

### Szaturnusz-díj
- 1988 jelölés Alan Parker (legjobb forgatókönyv)
- 1988 jelölés Robert De Niro (legjobb férfi mellékszereplő)
- 1988 jelölés Lisa Bonet (legjobb női mellékszereplő)

### Young Artist Award
- 1988 díj Lisa Bonet (legjobb fiatal színésznő mozifilmben)